# Mokrouše
Mokrouše (deutsch Mokrusch, auch Mokrausch) ist eine Gemeinde mit 168 Einwohnern in Tschechien. Sie liegt zehn Kilometer südöstlich des Stadtzentrums von Pilsen und gehört zum Okres Plzeň-město. Die Katasterfläche beträgt 275 ha.

## Geographie
Der Ort befindet sich am südlichen Rand der Talmulde des Tymákovský potok in 398 m ü. M. und wird von Hügeln und Wäldern umgeben. Im Nordwesten ist Mokrouše mit Tymákov zusammengewachsen. Südöstlich verläuft die Staatsstraße 183 von Rokycany nach Šťáhlavy.
Nachbarorte sind Rokycany im Nordosten, Raková im Südosten, Lhůta im Süden, Sedlec und Starý Plzenec im Südwesten sowie Tymákov im Nordwesten.

## Geschichte
Die erste urkundliche Erwähnung stammt aus dem Jahre 1410 als Markgraf Jadolt den Ort an das Prager Domkatikel vermachte. 1417 erwarb den Ort Bohuslav von Schwanberg zusammen mit Cháchov und Tymákov und drei Jahre später wurde Bohuslav von Riesenberg als Besitzer genannt.
Es folgten die z Hrádku. 1493 lag das Dorf wüst, als Mikuláš und Jan Bochuchval z Hrádku durch Vladislav II. die Anlagung eines Teiches gestattet wurde. 1543 war Sebastian Markwart z Hrádku auf Nekmíř Grundherr auf Tymákov, Radonicz, Chrachow und Mokrusch, der dem Domkapitel ablösepflichtig war. Sebastian Markwart verkaufte das wüste Dorf 1557 an die Stadt Rokycany, die dort einen Herrensitz errichtete.
Nach dem Ende des Dreißigjährigen Krieges wurde der Ort wieder besiedelt und 1654 lebten 26 Menschen in Mokrusch. Der südliche Nachbarort Cháchov blieb wüst und liegt heute im Wald. 1751 wurde das Herrenhaus um ein Blockhaus erweitert und 1757 hatte das aus 6 Familien bestehende Mokrusch 36 Einwohner. Bis 1780 stieg die Zahl der Bewohner auf 119 und 1848 waren es schon 271.
Mit der Ablösung der Patrimonialherrschaften wurde Mokrouše 1850 eine selbstständige Gemeinde. Bis zum 31. Dezember 2006 gehörte der Ort zum Okres Plzeň-jih.

## Gemeindegliederung
Für die Gemeinde Mokrouše sind keine Ortsteile ausgewiesen.

## Sehenswürdigkeiten
- Kapelle am Dorfplatz, erbaut in der 2. Hälfte des 19. Jahrhunderts
- Gehöfte im böhmischen Bauernbarock
- Historischer Speicher